# HD74665
HD74665 — хімічно пекулярна зоря спектрального класу A3, що має видиму зоряну величину в смузі V приблизно  8,1.
Вона  розташована на відстані близько 712,1 світлових років від Сонця.